# Castello di Marsbach
Il castello di Marsbach (in tedesco Burg Marsbach) si trova nell'omonima frazione a Hofkirchen im Mühlkreis, comune austriaco del Distretto di Rohrbach appartenente al Land dell'Alta Austria. La sua storia inizia nell'XI secolo.

## Storia

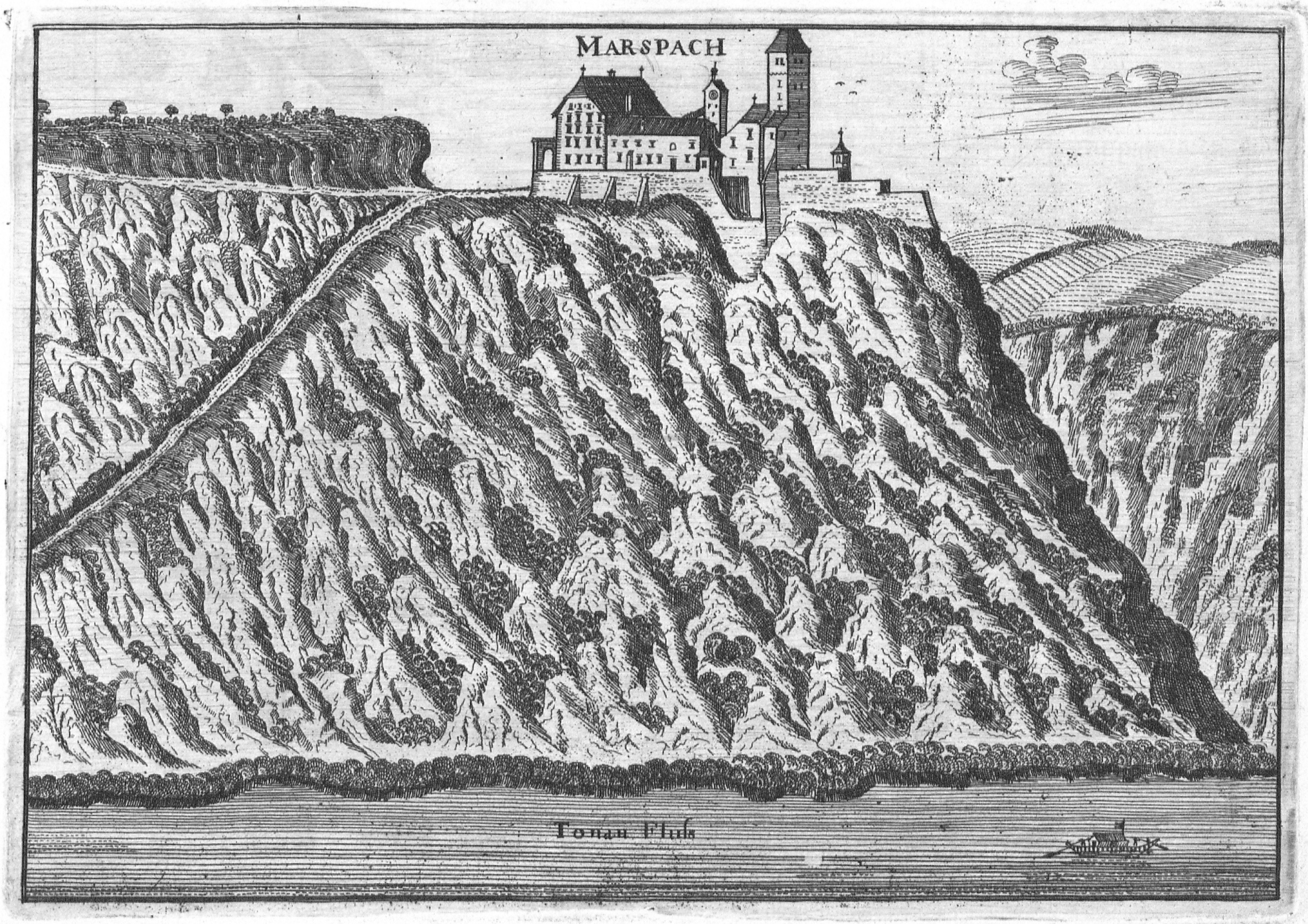
Castello di Marsbach in un'incisione del 1674, opera di Georg Matthäus Vischer

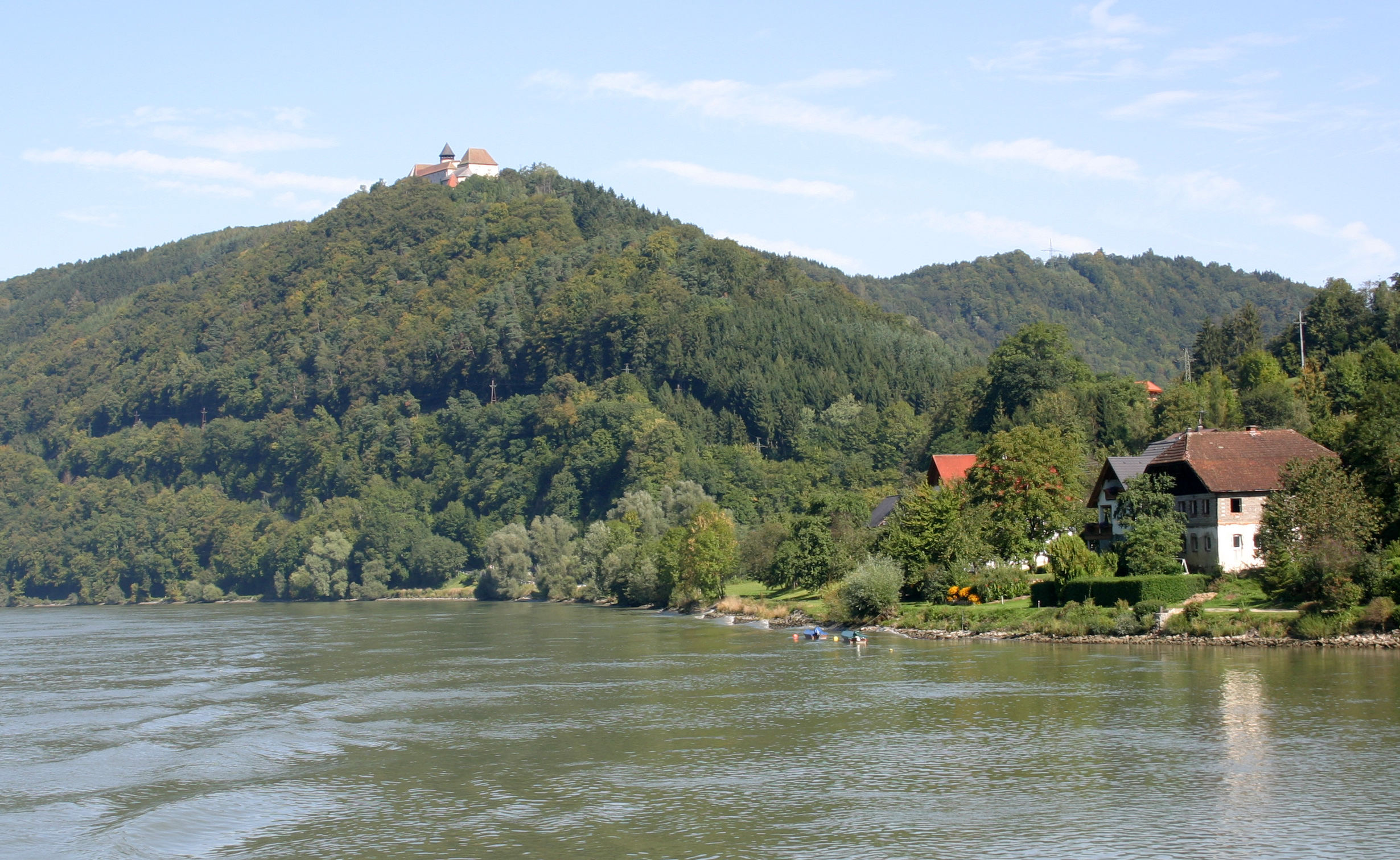
Il castello visto dal Danubio

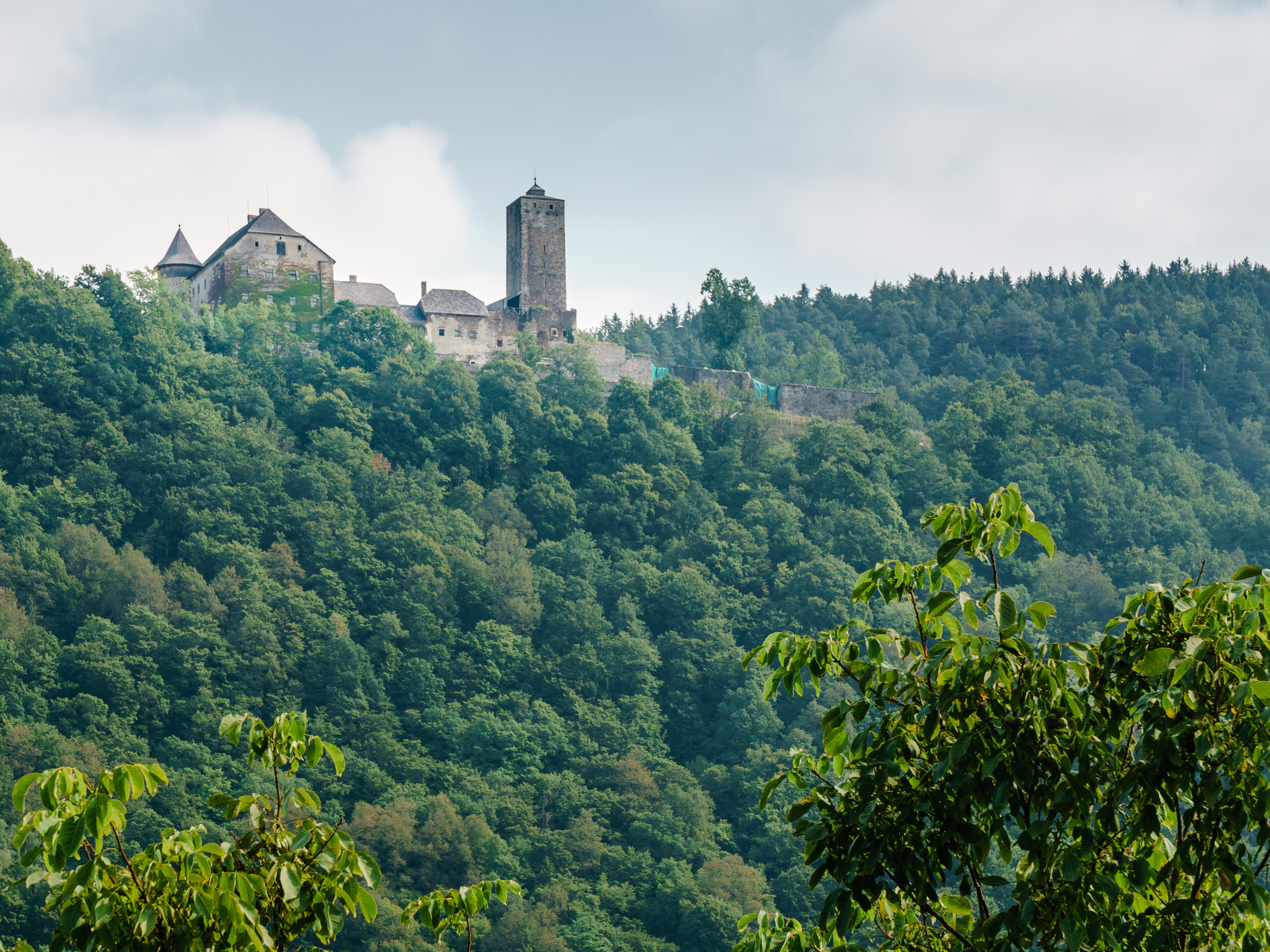
Complesso del castello visto dal basso

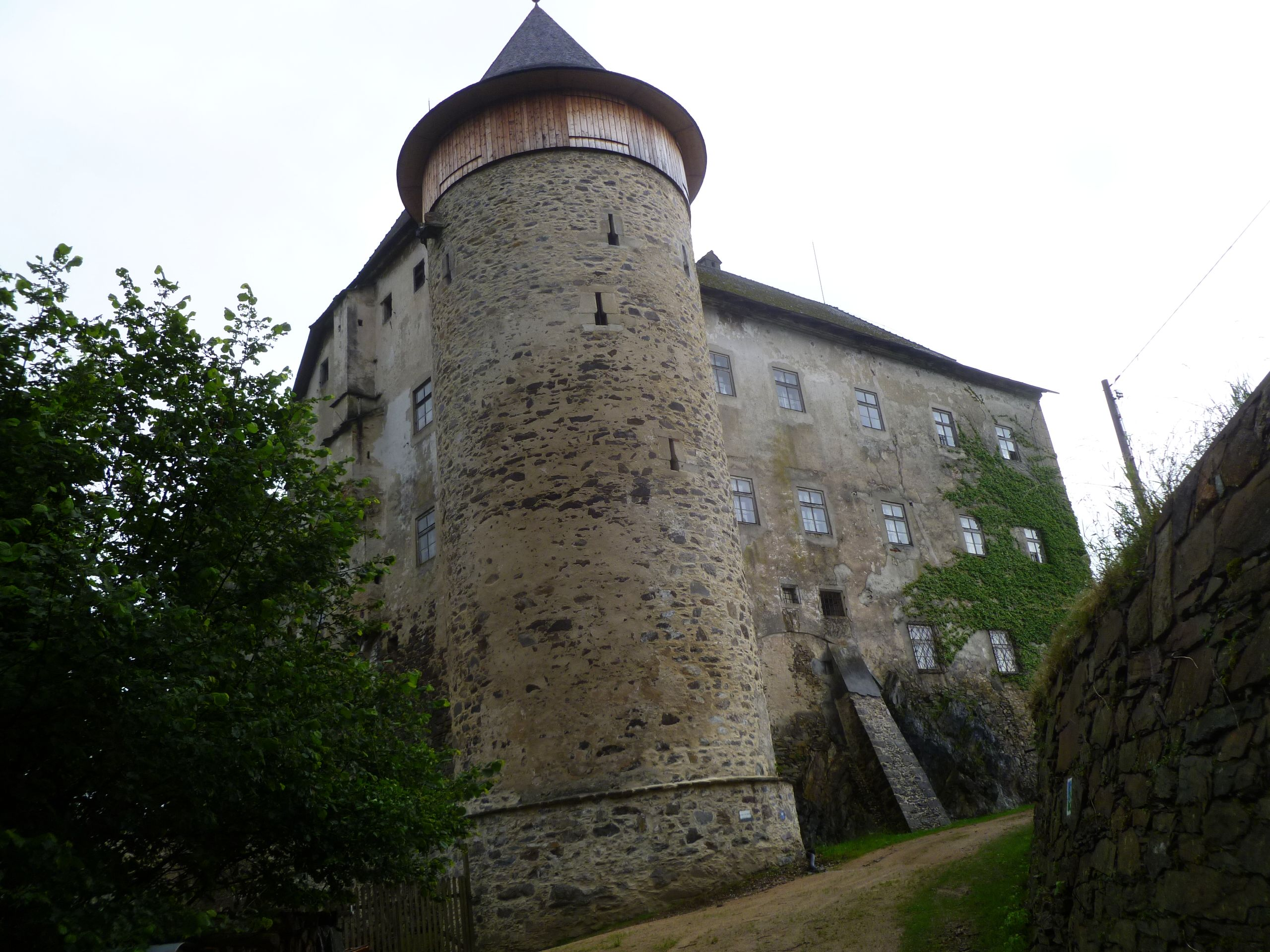
Angolo nord-ovest con torre rotonda tardo medievale

Il castello di Marsbach sorge in un sito strategico, su un crinale montuoso che scende verso il Danubio e dal quale si potevano vedere e controllare i traffici. Venne citato per la prima volta da un documento che si rivelò falso col nome di Castrum Morspah Inferioris nel 1075 da Raffoldus de Morspah. Rimane tuttavia storicamente accertato il signore locale, Wernhard von Mortspach, nel 1161. Il castello in origine apparteneva ai vescovi di Passau e veniva da loro concesso in feudo quindi i Marspacher qui insediato erano ministeriali della diocesi. La famiglia von Mortspach mantenne il controllo del castello per oltre duecento anni e venne spesso coinvolta in faide e scontri tanto da generare scontenti ed attriti facendo intervenire il re Enrico VII di Hohenstaufen che confiscò il castello e mise fuori legge i Marsbacher riconsegnandolo alla diocesi di Passau. Questi tuttavia rimasero continuarono le loro incursioni sul territorio. Ortolf I von Marsbach si sottomise ufficialmente e ottenne nuovamente il feudo. Per contrasti familiari interni i figli Ottone e Ortolf II conquistarono il castello nel 1267 e cacciarono il padre. La controversia fu risolta dal vescovo di Passau ma Ortolf I non mantenne i patti convenuti e vendette il castello al vescovo di Passau per danneggiare i suoi figli che si sentirono derubati della loro eredità e dopo la morte di Ortolf I il conflitto armato divampò di nuovo. I fratelli ripresero il castello e poi devastarono i possedimenti circostanti della diocesi tra il 1278 e il 1281. La pace tornò solo quando salì al trono il re Rodolfo I d'Asburgo e il duca  Enrico XIII ricompensò i Marsbacher con beni in Baviera. Il castello di Marsbach fu nuovamente affidato ai vescovi che occasionalmente lo impegnavano o lo lasciavano controllare da persone di fiducia. Nella prima metà del XV secolo la diocesi cedette la proprietà del castello a Stefan Kraft che nel 1486 lo cedette a Othmar e Mattheus Oberhaimer, temuti cavalieri feudali invisi dalla popolazione. Nel 1520 il maniero venne conquistato dal duca Ernesto di Baviera che catturò e fece decapitare Othmar Oberhaimer. Othmar e il suo amico Bernhard Zeller furono gli ultimi cavalieri feudali dell'Alta Austria, tutti destinati ad una fine tragica. La fortezza divenne il centro amministrativo dei possedimenti vescovili nel Mühlviertel occidentale e nel 1528 vi fu trasferito il tribunale regionale. Tra il 1561 e il 1590 il vescovo Otto von Trenbach fece demolire il castello originale già fatiscente lasciando, della vecchia struttura, solo il mastio, e lo sostituì con un nuovo edificio. La torre originale venne compresa e divenne la difesa all'estremità orientale. Nel 1594 Marsbach era considerato uno dei castelli meglio difesi in Austria e a questo fine doveva essere costantemente mantenuto presidiato. Tuttavia nel 1610 il nuovo edificio venne conquistato durante le guerre contadine dell'Alta Austria e gli insorti, guidati dal fornaio David Spatt, riuscirono anche a sorprendere la guarnigione che venne massacrata. Successivamente il castello venne parzialmente distrutto, ma fu presto ricostruito. La struttura rimase poi ai vescovi di Passau fino alla secolarizzazione del 1803 e dopo quella fase entrò a far parte del demanio statale austriaco e fu venduto all'asta pubblica nel 1824. Seguirono frequenti cambi di proprietà che durarono fino al XX secolo. Tra il 1957 e il 1958 gli interni furono completamente restaurati e ammodernati. L'allora proprietario, Norbert Mayer, allestì nel castello un albergo che dopo alcuni anni fu chiuso. Il castello appartiene alla famiglia von Stradiot.

## Descrizione

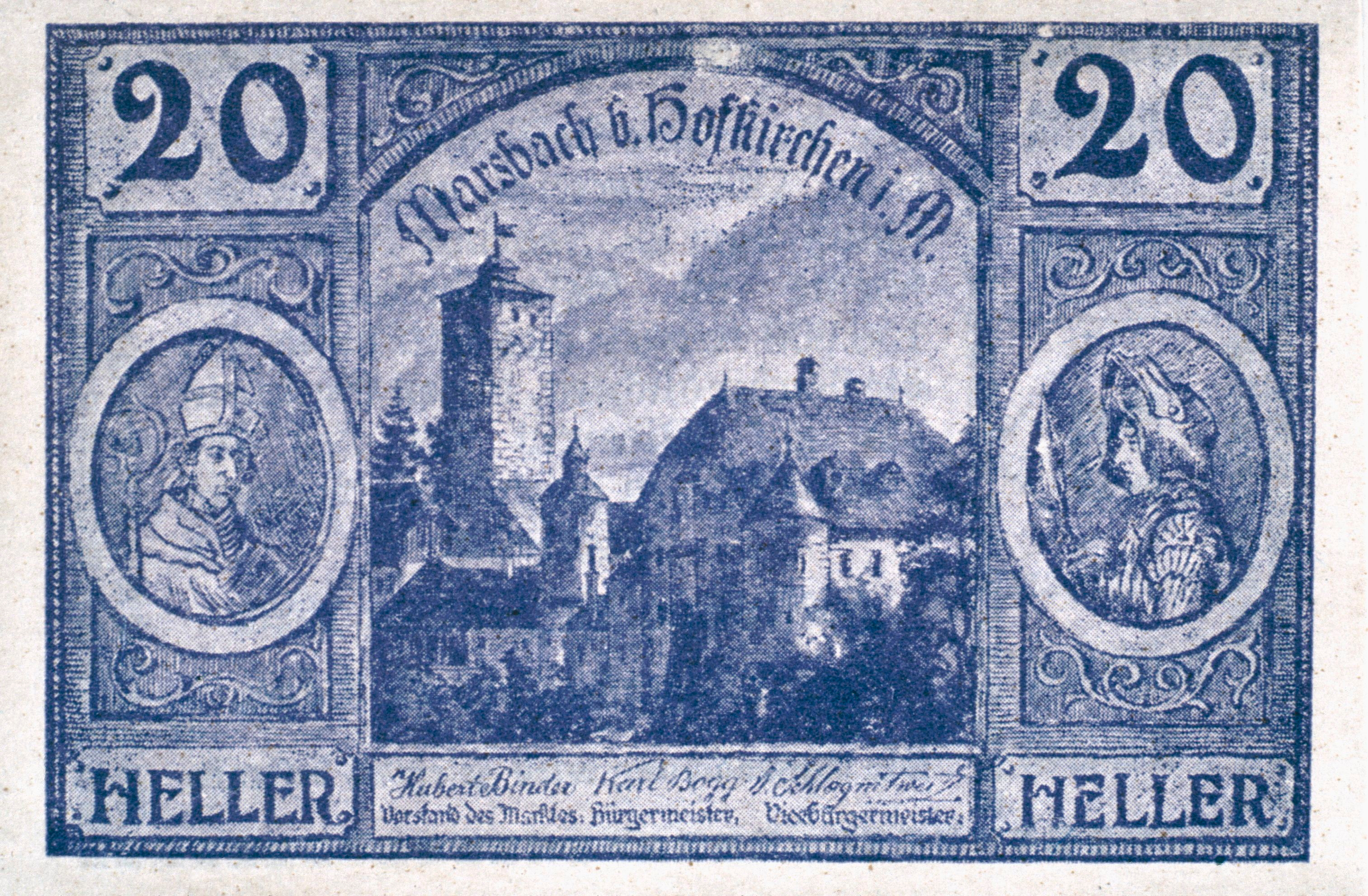
Banconota emessa nel 1920 con la raffigurazione del castello

Il castello di Marsbach si trova nell'omonima frazione a Hofkirchen im Mühlkreis, comune austriaco del Distretto di Rohrbach, Land dell'Alta Austria. Posta su uno stretto crinale montuoso che scende ripido verso il Danubio la struttura è composta da diversi edifici. Secondo una targa conservata nel cortile l'edificio principale a tre piani fu costruito nel 1586. Questo si trova sul sito dell'ex cortile esterno e ha la facciata principale rivolta verso il Danubio. A causa del livello irregolare della base rocciosa il piano terra è solo parzialmente provvisto di stanze. Nell'angolo sud-ovest del primo piano si trova un ampio vano quadrato con volta a crociera. La chiave di volta del suo stemma reca la scritta 1585. Nella cosiddetta Stanza del Vescovo, al secondo piano, si conservano due belle porte rinascimentali e un soffitto a cassettoni con ornamenti floreali. All'angolo nord-ovest si unisce una torre rotonda tardo medievale con tacche angolari. La facciata nord-est è ingentilita da finestre montate su mensole che, apparentemente, mantengono ancora la loro funzione originaria. Dalle adiacenti mura difensive si accede alla Torre delle conchiglie, che in epoca rinascimentale fu ampliata come torre dell'orologio. Il meccanismo dell'orologio e il quadrante risalgono al 1600 circa. A sud-est adiacente all'edificio residenziale si trova un'ala allungata a due piani che confina a est con l'antico torrione quadrato, il mastio originale e risalente alla fine del XIII secolo. Il suo interno è illuminato solo da strette finestre a feritoia. Originariamente la parte superiore era costituita da una piattaforma difensiva probabilmente con merlatura, ma successivamente questa fu coperta da un tetto piatto a tenda. Dietro il mastio si trova una piccola distesa pianeggiante rettangolare ancora circondata dai resti dell'antica cinta difensiva e qui probabilmente si trovava l'antico castello storico, demolito nel XVI secolo.

### Bene architettonico tutelato
il castello di Marsbach è stato posto sotto tutela dei monumenti da parte della Repubblica austriaca col numero 14411.